# 沈小南
沈小南（1955年—），女，汉族，江苏灌云人，中华人民共和国政治人物，曾任全国社会保障基金理事会党组成员、副理事长。